# Scourge
Scourge to postać ze świata Transformers, pojawiająca się w Generacji Pierwszej (sługa Galvatrona, dowódca Sweepsów) oraz w uniwersum Transformerzy: Cybertron, należąca czasem do Autobotów, a czasem do Deceptikonów.
|  |

## Transformers: Generacja 1

### Transformers: The Movie
Scourge powstał z Decepticona Thundercracker'a, którego uleczył Unicron.
Po przemianie był on Dowódcą podgrupy Sweepsów. Jego zadaniem było zniszczyć Matrycę Przywództwa Autobotów. Po wydarzeniach z filmu, przez jakiś czas był dowódcą Decepticonów, do czasu powrotu Galvatrona. Scourge nienawidzi Autobotów, a w szczególności Ultra Magnusa.
Choć jest dobrym dowódcą, często ponoszą go emocje.

### Cechy
- szybkość
- umiejętność tropienia
- skuteczność bojowa
- inteligencja
- jest emocjonalny

## Trylogia Unicrona

### Transformerzy: Cybertron
Scourge jest opiekunem drugiego cyberklucza. Dowodzi Planetą Dżungli. Był uczniem Backstopa, lecz go zdradził. Scourge nie szanuje swoich ludzi, znęca się nad nimi. Jego ludzie to Undermine i Brimstone. Jest posiadaczem Totemu Bestii (czyli symbolu władzy na planecie Dżungli), który w odcinku 21 "Wódz" przemienił się w Cyberklucz. Scourge nie wiedział, że jest posiadaczem cyberklucza, domyślił się dopiero w odcinku 10 "Poszukiwania", gdy rozmawiał z Megatronem o Cyberkluczach. W 15 odcinku "Objazd", chciał zaatakować Snarla, lecz Overhaul obronił go, przez co stał się Megalionem. W 21/22 odcinku "Wódz/Zaufanie" przeszedł na stronę Autobotów, lecz znowu ich zdradził w odcinku 26 "Objawienie". Później jednak, w odcinku 44 "Scourge", znowu przeszedł na stronę Autobotów, a raczej wrócił na Planetę Dżungli ze Snarlem.

### Zalety
- niesamowita siła
- zdolności przywódcze

### Wady
- ma obsesję na punkcie honoru